# Bagatellen (Silvestrov)
Bagatellen is een compositie van de Oekraïense componist Valentin Silvestrov. Het is een samenvoeging van in totaal dertien eerder geschreven stukjes tot één werk van 34 minuten.

## Bron en discografie
- Uitgave ECM Records: Silvestrov achter de piano